# Haut Conseil à l'égalité entre les femmes et les hommes
 (juillet 2024).
La mise en forme du texte ne suit pas les recommandations de Wikipédia : il faut le « wikifier ».
Les points d'amélioration suivants sont les cas les plus fréquents. Le détail des points à revoir est peut-être précisé sur la page de discussion.
- Les titres sont pré-formatés par le logiciel. Ils ne sont ni en capitales, ni en gras.
- Le texte ne doit pas être écrit en capitales (les noms de famille non plus), ni en gras, ni en italique, ni en « petit »…
- Le gras n'est utilisé que pour surligner le titre de l'article dans l'introduction, une seule fois.
- L'italique est rarement utilisé : mots en langue étrangère, titres d'œuvres, noms de bateaux, etc.
- Les citations ne sont pas en italique mais en corps de texte normal. Elles sont entourées par des guillemets français : « et ».
- Les listes à puces sont à éviter, des paragraphes rédigés étant largement préférés. Les tableaux sont à réserver à la présentation de données structurées (résultats, etc.).
- Les appels de note de bas de page (petits chiffres en exposant, introduits par l'outil «  Source ») sont à placer entre la fin de phrase et le point final[comme ça].
- Les liens internes (vers d'autres articles de Wikipédia) sont à choisir avec parcimonie. Créez des liens vers des articles approfondissant le sujet. Les termes génériques sans rapport avec le sujet sont à éviter, ainsi que les répétitions de liens vers un même terme.
- Les liens externes sont à placer uniquement dans une section « Liens externes », à la fin de l'article. Ces liens sont à choisir avec parcimonie suivant les règles définies. Si un lien sert de source à l'article, son insertion dans le texte est à faire par les notes de bas de page.
- La présentation des références doit suivre les conventions bibliographiques. Il est recommandé d'utiliser les modèles {{Ouvrage}}, {{Chapitre}}, {{Article}}, {{Lien web}} et/ou {{Bibliographie}}. Le mode d'édition visuel peut mettre en forme automatiquement les références.
- Insérer une infobox (cadre d'informations à droite) n'est pas obligatoire pour parachever la mise en page.

Pour une aide détaillée, merci de consulter Aide:Wikification.
Si vous pensez que ces points ont été résolus, vous pouvez retirer ce bandeau et améliorer la mise en forme d'un autre article.
Pour les articles homonymes, voir HCE.
Le Haut Conseil à l'Égalité entre les femmes et les hommes (HCE ou HCEfh) est une instance consultative indépendante française, créée le 3 janvier 2013 et placée auprès du Premier ministre. Le HCE a été inscrit dans la loi relative à l'égalité et la citoyenneté du 27 janvier 2017 qui a renforcé ses missions (article 181). La loi prévoit également que le Haut Conseil à l’Égalité rend public, tous les ans, un rapport portant sur l'état du sexisme en France. Il a pour fonction d'être un lieu de réflexion, d'évaluation et de proposition sur la politique des droits des femmes et des inégalités entre les femmes et les hommes dans les domaines politiques, économiques, culturels et sociaux.
La loi du 7 décembre 2020 prévoit la fusion du HCE avec le Conseil supérieur de l’égalité professionnelle.
Depuis juillet 2024, le HCE est présidé par l'ancienne ministre déléguée chargée de l'Égalité entre les femmes et les hommes et de la Lutte contre les discriminations, Bérangère Couillard.

## Historique
Le Haut Conseil à l'Égalité entre les femmes et les hommes est créé par décret du président de la République François Hollande, le 3 janvier 2013. Il est installé officiellement le 8 janvier suivant à l’hôtel Matignon par le Premier ministre Jean-Marc Ayrault et la ministre des Droits des femmes Najat Vallaud-Belkacem. En 2016, son deuxième mandat est installé au Palais de l'Élysée par le Président de la République François Hollande et la ministre des Droits des femmes Laurence Rossignol. Depuis la présidence d'Emmanuel Macron, le Haut Conseil à l'Égalité occupe des bureaux de l'Hôtel du Petit Monaco. 
Sa création fait suite à la mission confiée par Najat Vallaud-Belkacem à Danielle Bousquet à l'été 2012 de préfigurer le nouvel Observatoire de la parité entre les femmes et les hommes.
Le Haut Conseil à l'Égalité remplace l'Observatoire de la parité, dont le champ d'intervention était limité à la parité en politique. Il reprend également les missions des commissions nationales contre les violences envers les femmes et celle sur l'image des femmes dans les médias.
Le 4 mai 2024, Mediapart révèle que l'instance connaît depuis 2022 une crise interne en raison de propos qu'aurait tenus sa présidente. Une enquête est confiée à l’Inspection générale des affaires sociales. Cette crise aboutit au remplacement de Sylvie Pierre-Brossolette par Bérangère Couillard le 16 juillet 2024.

## Missions
Selon la loi, le Haut Conseil à l'Égalité « a pour mission d'assurer la concertation avec la société civile et d'animer le débat public sur les grandes orientations de la politique des droits des femmes et de l'égalité ».
Plus précisément :
- Il contribue à l'évaluation des politiques publiques qui concernent l'égalité entre les femmes et les hommes.
- Il assure l'évaluation des études d'impact des lois, règlements, documents d'évaluation des lois de finances et des lois de financement de la sécurité sociale.
- Il recueille et diffuse les analyses, études et recherches françaises, européennes et internationales relatives à l'égalité entre les femmes et les hommes.
- Il formule des recommandations, des avis et propose des réformes au Premier ministre.

La loi précise que « le Haut Conseil peut être saisi de toute question par le Premier ministre ou le ministre chargé des droits des femmes. Il peut se saisir de toute question de nature à contribuer aux missions qui lui sont confiées ».

## Présidence
| Date de début   | Date de fin     | Durée                     | Photo                        | Titulaire                 | Nommée par        |
| --------------- | --------------- | ------------------------- | ---------------------------- | ------------------------- | ----------------- |
| 7 janvier 2013  | 24 juin 2019    | 6 ans, 5 mois et 17 jours |                              | Danielle Bousquet         | François Hollande |
| 24 juin 2019    | 17 mars 2022    | 2 ans, 8 mois et 21 jours |                              | Brigitte Grésy            | Emmanuel Macron   |
| 17 mars 2022    | 16 juillet 2024 | 2 ans et 4 mois           |                              | Sylvie Pierre-Brossolette | Emmanuel Macron   |
| 16 juillet 2024 | En cours        | 8 mois et 3 jours         | Photo de Bérangère Couillard | Bérangère Couillard       | Emmanuel Macron   |

## Organisation
Le Haut Conseil à l'Égalité est composé de cinq commissions thématiques, coprésidées chacune par deux membres du HCE et au sein desquelles sont répartis ses membres.
- Commission « Violences faites aux femmes » ;
- Commission « Lutte contre les stéréotypes et les rôles sociaux » ;
- Commission « Diplomatie féministe, enjeux internationaux et européens » ;
- Commission « Parité en matière politique, administrative et dans la vie économique et sociale » ;
- Commission « Santé des femmes, droits sexuels et reproductifs » ;

Les coprésidents des commissions sont nommés par arrêté du Premier ministre, sur proposition du ministre chargé de l’Égalité entre les femmes et les hommes et de la Lutte contre les discriminations.

## Composition
En application du n° 2019-134 du 26 février 2019 relatif à la composition et au fonctionnement du Haut Conseil à l'Égalité entre les femmes et les hommes, le Haut Conseil à l'Égalité entre les femmes et les hommes regroupe une présidente, dix élus, des représentants d'associations et des personnalités qualifiées.

## Controverses

### Parité
Le 15 juillet 2019, six membres démissionnent du Haut Conseil à l'Égalité, en dénonçant « l’absence de femmes chercheuses » dans le nouveau « collège des personnalités qualifiées » » nommées en juin 2019,. Les chercheurs démissionnaires indiquent que les femmes nouvellement nommées sont « hautes fonctionnaires, communicantes, élues » mais n'appartiennent pas au monde de la recherche, ce qui aboutit à « une division du travail caricaturale », qui invisibilise les travaux menés par les femmes dans les études de genre. Un tribune publiée le 11 juillet dans Libération dénonce une parité qui ne laisse pas de place aux chercheuses, estimant que « les seuls chercheurs désignés en tant que « personnalités qualifiées choisies à raison de leur compétence et de leur expérience dans les domaines des droits des femmes et de l'égalité entre les femmes et les hommes » sont… des hommes ». Parmi les six chercheurs démissionnaires, figurent le démographe Michel Bozon, le sociologue Gaël Pasquier ou encore le géographe Yves Raibaud.

### Rapport sur la pornocriminalité
En août 2022 Florian Vörös démissionne du conseil , reprochant au Haut Conseil son parti pris. À la suite de la publication du rapport en septembre 2023 et concomitamment à la diffusion du reportage Cash Investigation, Mélanie Jalloul, présidente de l'association "Allié(e)s des travailleurs et travailleuses du sexe"  s'élève dans une tribune contre la méthodologie du rapport et contre le parti pris abolitionniste envers la pornographie.

## Travaux
Cette section ne s'appuie pas, ou pas assez, sur des sources secondaires ou tertiaires indépendantes du sujet.

Pour l'améliorer, ajoutez-en, ou placez des modèles {{Source secondaire souhaitée}} ou {{Source secondaire nécessaire}} sur les passages mal sourcés. (mai 2024)
Selon l'article 181 de la loi relative à l'égalité et à la citoyenneté, le Haut Conseil à l'égalité entre les femmes et les hommes peut être saisi par la ou le Premier(ère) Ministre, ou le ou la Ministre chargé(e) des Droits des femmes en vue de la production d'un rapport sur les thématiques souhaitées. Le HCE peut aussi s'auto-saisir de sujets qu'il juge pertinents.
| Intitulé | Commission                                    | Année de publication | Saisine                       |
| --- | --------------------------------------------- | -------------------- | ----------------------------- |
| État des lieux du sexisme en France à l’heure de la polarisation | Lutte contre les stéréotypes et rôles sociaux | 2025                 |                               |
| Pornocriminalité - Mettons fin à l'impunité de l'industrie pornographique | Lutte contre les violences faites aux femmes  | 2023                 | Rapport d'études              |
| Rapport annuel 2022 sur l’état du sexisme en France |                                               | 2022                 |                               |
| Premier Etat des lieux du sexisme en France | Stéréotypes                                   | 2019                 | Prévu par la loi              |
| Guide de la Parité : des lois pour le partage à égalité des responsabilités politiques et sociales (mise à jour 2019) | Parité                                        | 2019                 | Auto-saisine                  |
| Avis « Parité dans les intercommunalités ? Propositions pour une égale représentation des femmes et des hommes dans les instances communautaires » | Parité                                        | 2018                 | Auto-saisine                  |
| Rapport « Où est l'argent contre les violences faites aux femmes ? » | Transverse                                    | 2018                 | Auto-saisine                  |
| Rapport « Actes sexistes durant le suivi gynécologique et obstétrical : reconnaître et mettre fin à des violences longtemps ignorées » | Santé                                         | 2018                 | Saisine                       |
| Avis « Pour une Constitution garante de l'égalité entre les femmes et les hommes » | Parité                                        | 2018                 | Auto-saisine                  |
| Rapport sur les inégalités entre les femmes et les hommes dans les arts et la culture : "après 10 ans de constats, le temps de l'action" | Transverse                                    | 2018                 | Auto-saisine                  |
| Contribution relative à la verbalisation du harcèlement dit « de rue » | Violences                                     | 2018                 | Auto-saisine                  |
| Enquête « Rapport des collectivités en matière d'égalité femmes-hommes » | Parité                                        | 2018                 | Auto-saisine                  |
| Note : les chiffres clés de la parité aux élections sénatoriales | Parité                                        | 2018                 | Auto-saisine                  |
| Note de positionnement sur le projet de loi violences sexistes et sexuelles | Violences                                     | 2018                 | Auto-saisine                  |
| Évaluation intermédiaire du 5e plan interministériel de mobilisation et de lutte contre toutes les violences faites aux femmes | Violences                                     | 2018                 | Mandat de rapporteur national |
| Rapport d'évaluation finale « Femmes, paix et sécurité » | International                                 | 2018                 | Mandat de rapporteur national |
| Rapport sur la santé et l'accès aux soins : "une urgence pour les femmes en situation de précarité" | Santé                                         | 2017                 | Auto-saisine                  |
| Rapport sur la situation des femmes demandeuses d’asile en France après l’adoption de la loi portant réforme du droit d’asile | International                                 | 2017                 | Auto-saisine                  |
| Rapport « En finir avec l’impunité des violences faites aux femmes en ligne : une urgence pour les victimes » | Violences                                     | 2017                 | Auto-saisine                  |
| Rapport final d'évaluation de la mise en œuvre de la seconde Stratégie « Genre et développement » | International                                 | 2017                 | Mandat de rapporteur national |
| Avis « Investir dans l'organisation administrative et institutionnelle des Droits des femmes : première brique d'une véritable transition égalitaire » | Transverse                                    | 2017                 | Saisine                       |
| Quel partage du pouvoir entre les femmes et les hommes élu.e.s au niveau local ? | Parité                                        | 2017                 | Saisine                       |
| Avis pour une juste condamnation sociétale et judiciaire du viol et autres agressions sexuelles | Violences                                     | 2016                 | Auto-saisine                  |
| Guide pratique pour une communication publique sans stéréotype de sexe (édition 2016) | Stéréotypes                                   | 2016                 | Auto-saisine                  |
| Rapport « Formation à l'égalité filles-garçons : faire des personnels enseignants et d'éducation les moteurs de l'apprentissage et de l'expérience de l'égalité »                                                                                                  | Stéréotypes                                   | 2016                 | Auto-saisine                  |
| Rapport « Où est l'argent pour les droits des femmes ? Une sonnette d'alarme » | Transverse                                    | 2016                 | Auto-saisine                  |
| Évaluation finale du 4e plan interministériel de prévention et de lutte contre les violences faites aux femmes | Violences                                     | 2016                 | Mandat de rapporteur national |
| Rapport intermédiaire d'évaluation du 4e plan interministériel de prévention et de lutte contre les violences faites aux femmes | Violences                                     | 2016                 | Mandat de rapporteur national |
| Rapport relatif à l'éducation à la sexualité : répondre aux attentes des jeunes, construire une société d'égalité femmes-hommes | Santé                                         | 2016                 | Saisine                       |
| Vers un égal accès des femmes et des hommes aux responsabilités professionnelles : la part des femmes dans les conseils d'administration et de surveillance. Rapport intermédiaire d'évaluation de la mise en œuvre des lois du 27 janvier 2011 et du 12 mars 2012 | Parité                                        | 2016                 | Saisine                       |
| Avis portant contribution au débat sur l'accès à la PMA | Santé                                         | 2015                 | Auto-saisine                  |
| Parité en politique : entre progrès et stagnations. Évaluation de la mise en œuvre des lois dites de parité dans le cadre des élections de 2014 : municipales et communautaires, européennes, sénatoriales                                                         | Parité                                        | 2015                 | Auto-saisine                  |
| Plaidoyer « Les femmes, actrices de la lutte contre le dérèglement climatique » | International                                 | 2015                 | Auto-saisine                  |
| Deuxième Rapport d'évaluation intermédiaire « Genre et développement » | International                                 | 2015                 | Mandat de rapporteur national |
| Avis relatif au harcèlement sexiste et aux violences sexuelles dans les transports en commun | Violences                                     | 2015                 | Saisine                       |
| Avis sur le projet de loi n° 2182 relatif à la réforme de l'asile | International                                 | 2014                 | Auto-saisine                  |
| Premier Rapport d'évaluation intermédiaire « Genre et développement » | International                                 | 2014                 | Mandat de rapporteur national |
| Etude EGAliTER "Les chiffres clés des inégalités femmes-hommes dans les quartiers prioritaires et les territoires ruraux" | Transverse                                    | 2014                 | Saisine                       |
| Rapport EGAliTER « Combattre maintenant les inégalités sexuées, sociales et territoriales dans les quartiers de la politique de la ville et les territoires ruraux fragilisés »                                                                                    | Transverse                                    | 2014                 | Saisine                       |
| Rapport « Contre les stéréotypes de sexe, conditionner les financements publics » | Stéréotypes                                   | 2014                 | Saisine                       |
| Avis sur la proposition de loi n° 1437 renforçant la lutte contre le système prostitutionnel | Violences                                     | 2013                 | Auto-saisine                  |
| Avis sur le projet de loi n° 377 relatif à l'élection des sénateurs | Parité                                        | 2013                 | Auto-saisine                  |
| Avis sur le projet de loi n° 835 relatif à l'Enseignement supérieur et la Recherche | Parité                                        | 2013                 | Auto-saisine                  |
| Avis sur les projets de loi organique n° 885 et ordinaire n° 885 et ordinaire n° 886 interdisant le cumul de fonctions exécutives locales avec le mandat de député, de sénateur et de représentant au Parlement européen                                           | Parité                                        | 2013                 | Auto-saisine                  |
| Contribution à la concertation sur la réforme du droit d’asile | International                                 | 2013                 | Auto-saisine                  |
| Étude genrée sur le cumul des mandats des parlementaires | Parité                                        | 2013                 | Auto-saisine                  |
| Contribution à l'actualisation de la stratégie française « Genre et développement » | International                                 | 2013                 | Mandat de rapporteur national |
| Avis global sur le projet de loi pour l'égalité réelle entre les femmes et les hommes | Transverse                                    | 2013                 | Saisine                       |
| Avis liminaire sur le projet de loi pour l'égalité réelle entre les femmes et les hommes | Transverse                                    | 2013                 | Saisine                       |
| Rapport sur l'accès à l'IVG - Accès dans les territoires (volet 2) | Santé                                         | 2013                 | Saisine                       |
| Rapport sur l’accès à l’IVG - Information sur internet (volet 1) | Santé                                         | 2013                 | Saisine                       |

## Dans les médias
Les rapports et travaux du Haut Conseil à l'Égalité sont régulièrement cités et repris dans les médias,,,,,.
La publication par le Haut Conseil à l'Égalité, en novembre 2015, du Guide pratique pour une communication publique sans stéréotype de sexe suscite des réactions variées : 
- Thibault Lefèvre et Ludovic Pauchant sur France Inter estiment que ce guide est bienvenu et que penser qu'il est inutile ou dépassé, « c'est oublier que le sexisme est loin d’avoir disparu du champ des institutions publiques. Ainsi se souviendra-t-on de la séquence (honteuse) de députés avinés imitant le bruit de la poule lorsqu’une collègue prend la parole à l’Assemblée nationale, suscitant l’ire de son président, Claude Bartolone, qui suspendra la séance »[69].
- Eve Roger estime sur Europe 1 qu'il s'agit d'un « petit fascicule mais riche d'enseignements » qui repose sur une idée simple : « apprendre à toutes ces institutions comment éviter le sexisme sur une affiche, dans les textes officiels, dans une publicité ou lors de l'organisation d'un colloque »[70].
- Anne Rosencher, dans Marianne, analyse la démarche du Guide comme procédant de la même théorisation du langage — comme instrument de domination — que celle de Joseph Staline dans la Libre discussion linguistique de 1950[71].